# Ralf Lewe
Ralf Lewe (* 13. Mai 1969) ist ein ehemaliger deutscher Fußballspieler. 

## Werdegang
Der Abwehr- und Mittelfeldspieler Ralf Lewe begann seine Karriere bei der DJK Mark Altstadt im Bochumer Stadtteil Wattenscheid. Mit zehn Jahren wechselte er in die Jugendabteilung der SG Wattenscheid 09. Am 29. November 1986 gab er sein Profidebüt beim Zweitligaspiel gegen Eintracht Braunschweig, welches Wattenscheid mit 1:0 gewann. Im Jahre 1990 stieg Lewe mit Wattenscheid als Vizemeister hinter Hertha BSC in die Bundesliga auf. Lewe wechselte daraufhin zum TuS Paderborn-Neuhaus in die seinerzeit drittklassige Oberliga Westfalen. Im Jahre 1992 folgte dann der Wechsel zum Ligarivalen Preußen Münster. Mit den Preußen wurde Lewe 1993 Meister, scheiterte aber in der Aufstiegsrunde zur 2. Bundesliga an Rot-Weiss Essen. 
Ein Jahr später schaffte er mit den Münsteranern die Qualifikation für die neu geschaffene Regionalliga West/Südwest. Lewe wechselte daraufhin zum FC Gütersloh, der die Regionalligaqualifikation verpasste. Mit den Güterslohern stieg er zweimal in Folge auf und erreichte 1996 die 2. Bundesliga. Aus dieser stieg der Verein 1999 ab und musste im Frühjahr 2000 insolvenzbedingt aufgelöst werden. Lewe spielte noch zwei Jahre für den Nachfolgeverein FC Gütersloh 2000, bevor er im Jahre 2002 seine Karriere beendete. In der Saison 2008/09 wirkte Ralf Lewe als Co-Trainer der Frauenmannschaft des FC Gütersloh 2000.
Ralf Lewe nahm 1985 mit der deutschen U-16-Nationalmannschaft an der Weltmeisterschaft in der Volksrepublik China teil. Im Endspiel verlor Deutschland gegen Nigeria mit 0:2.

## Erfolge
- Aufstieg in die Bundesliga 1990
- Aufstieg in die 2. Bundesliga 1996
- U-16-Vizeweltmeister 1985